# MTV Video Music Award – MTV2 díj
Az MTV2 díjat először a 2001-es MTV Video Music Awards-on adták át. A kategória az MTV2-n vetített legjobb videókat díjazta. A Közönségdíjhoz hasonlóan ez a díj is teljes mértékben a nézőkön múlott. 2005-ig az egyik legfontosabb díjnak tartották, a fő-show során adták át. 2006-ban azonban egy reklámblokk alatt adták át. A következő évben, amikor átalakították a Video Music Awards-ot, az MTV2 díjat megszüntették.
| Év   | Győztes                                         | További jelöltek                                          |
| ---- | ----------------------------------------------- | --------------------------------------------------------- |
| 2001 | Mudvayne — Dig                                  | - Alicia Keys — Fallin’                                   |
| 2002 | Dashboard Confessional — Screaming Infidelities | - The Strokes — Last Nite                                 |
| 2003 | AFI — Girl's Not Grey                           | - The Roots (közreműködik Cody Chesnutt) — The Seed (2.0) |
| 2004 | Yellowcard — Ocean Avenue                       | - Yeah Yeah Yeahs — Maps                                  |
| 2005 | Fall Out Boy — Sugar, We're Goin Down           | - My Chemical Romance — Helena                            |
| 2006 | Thirty Seconds to Mars — The Kill               | - Yung Joc (közreműködik Nitti) — It's Goin' Down         |